# Podul suspendat Menai
Podul Menai este un pod suspendat construit de Thomas Telford între anii 1819 și 1829 peste strâmtoarea Menai dintre Țara Galilor și Anglesey. Este suspendat pe 16 lanțuri grele, fiecare lung de 518 m.